# Kamendaka pseudalbomaculata
Kamendaka pseudalbomaculata är en insektsart som först beskrevs av Frederick Arthur Godfrey Muir 1928.  Kamendaka pseudalbomaculata ingår i släktet Kamendaka och familjen Derbidae. Inga underarter finns listade i Catalogue of Life.